# Język syryjski (współczesny)
Język syryjski (współczesny), język nowoaramejski – język używany w Iraku, Syrii, Iranie i Turcji. Ma bardzo wiele odmian (są to dialekty asyryjskie, chaldejskie i neo-syryjski zachodni /surayt/ - używający pisowni zachodniej znany jako centralny). Na mapie Eleanor Coghil wyróżniającej grupę NENA - North Eastern Neo-Aramaic - głównie dialekty Chaldejskie i Asyryjskie jest ich ponad 50. Neo-Western Syriac (dialekt centralny - nie mylić z nowo aramejskim zachodnim) - surayt - zwany w środowisku naukowym jako Ṭuroyo - jest odmienny od dialektów asyryjskich i chaldejskich - "a" w większości słów przeszło w "o". Prawie każda wioska ma swój własny język syryjski (większość z tej grupy dialektów to dialekty asyryjskie i chaldejskie - nie mylić z asyryjskim akadyjskim). Nazwa jest generalnie związana z tożsamością chrześcijańską. Syryjczycy przyjęli nazwę "syryjski" (suryoyo) aby swój język odróżnić od aramejskich dialektów (związanych w przeszłości z pogaństwem). W Iraku i Iranie są używane dialekty chaldejskie i asyryjskie, ale w Syrii i Turcji jest dodatkowo używany neo- syryjski zachodni - surayt (dialektami z Turcji są: Midyoyo - Ṭuroyo; dialekt miasta Miḏyat i Ṭuroyo - Midin - dialekty wiosek. Prowincja Mardin). Dialekty syryjskie współczesne (syriackie) są odmienne od wymarłego syryjskiego - nie współczesnego, który jest dziś używany tylko jako język liturgiczny i literacki (używany bardzo rzadko: tłumaczenia "kṯobonoyo" - "języka_książki": "Mały Książę" /"Amīrō Zʕūrō"/ -Antoine Sant Exupery, "Alchemik" /"Kimyaoyo"/- Paulo Coelho, "Przelana krew - czyli Tragedia jagniąt Chrystusa" /Dmo zliḥo awkiṯ nekesto d-ʕone da-Mšiḥo - Abed Msziho Naman. Ten ostatni autor uchodził za najlepszego znawcę syriackiego (klasycznego) i najbardziej w nim piszącego. W syryjskim współczesnym coraz częściej są wydawane książki np. Modern Aramaic - Assyrian/Syriac Dictionary and Phrasebook - Nicholas Awde. Alicja w Krainie Czarów /Alis bu ʕǝlmo daʕ ʕojube w dat tantelat/, Mały Książę /Malkūno zʕūrō/. Liczbę użytkowników odmian asyryjskich i chaldejskich szacuje się na około 830 tysięcy.